# كورنيش النيل
كورنيش النيل هو طريق موازي لنهر النيل بطول 6,650 كليومتر، يمتد من فرع دمياط شمالاً وصولاً الي أسوان جنوباً، يمتد علي طول نهر النيل في كامل محافظات مصر تقريباً ومن أكثر شوارع القاهرة ازدحاما، أنشأ سنة 1955.

## تاريخ

### القرن العشرين

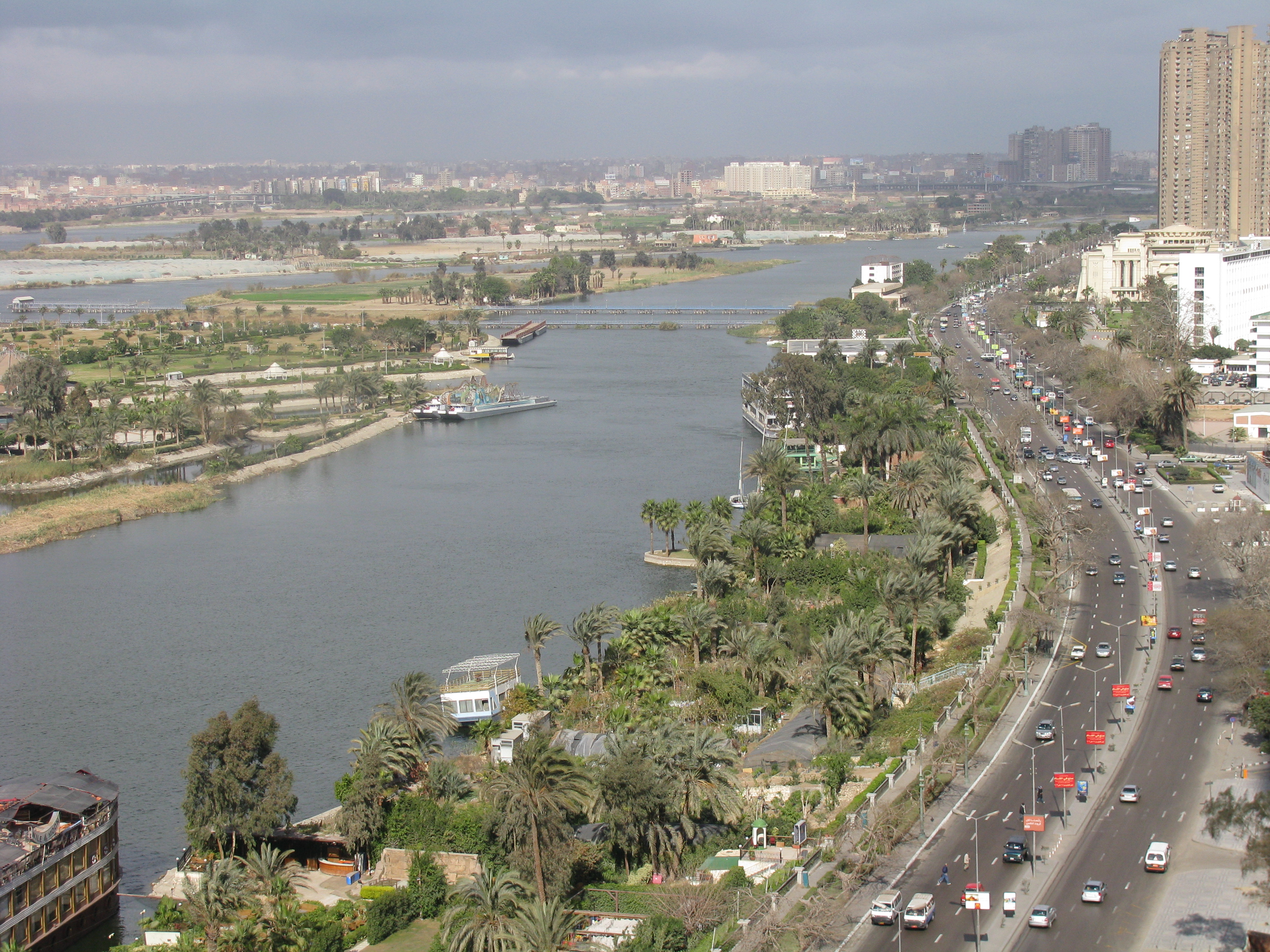

في بداية العشرينات من القرن الماضي، سيطر الأجانب والفنادق الكبري علي طول ممشي الكورنيش للمنتجعات السياحية للأجانب، ولم يكون مسموحاً للمصريين بالتمتع بنهر النيل والمناظر المطلة عليه، وكان التمتع لطبقة الأجانب والأثرياء فقط، التى كانت تشرف قصورهم وفنادقهم على نهر النيل، بما فيها السفارات والقنصليات الأجنبية والثكنات العسكرية الإنجليزية والتى كانت تمتد من كوبرى قصر النيل وحتى فندق هيلتون رمسيس القريب من المتحف المصري.

### بعد ثورة يوليو
بعد ثورة يوليو حرص حركة الضباط الأحرار وجمال عبد الناصر خصوصاً للقضاء علي المظاهر الأجنبية في وسط القاهرة، وعلي سيطرتهم ونفوذهم، فوضعت التنظيم خططاً للتطوير نهر النيل وإنشاء شارع موازي له يمتد من شبرا حتي حلوان، لم يكن طريق الكورنش قبل ذلك مكتملاُ وكان مليء بالحواجز علي طول الطريق، والتي تعيق مرور طريق يطل على نهر النيل مباشرة، عهدت الحكومة لوزير البلديات والشؤون القروية آنذاك (وزارة التنمية المحلية حاليا " إلي عبد اللطيف البغدادي بتنفيذ مشروع كورنيش النيل.
بدأ البغدادي في تنفيذ المشروع وكان هناك عقبات كثيرة في طريقه، فهناك مساحات كبيرة من الأراضى الخاصة والمؤسسات العامة أيضاً مثل المطبعة الأميرية وترسانة بناء السفن، والمنشآت الأجنبية، فقام بهدم عدد من القصور والفيلات والمنشآت المُطله على النيل مباشرة، واعطي إنذار للسفارات الأجنبية ومباني القنصليات التي كانت مطلة مباشرة على نهر النيل، فأعطى البغدادى لمسؤولى القنصليات مهلة ثمانية وأربعين ساعة لتنفيذ الإزالة، ولكن لم تستجب القنصليات لمثل هذا التحذير وماطلوا في البقاء، فقام بأمر منه بهدم جزء كبير من تلك المباني لفتح الطريق أمام استكمال فكرة مشروع الكورنيش متجاهلا كونها قنصليات دول عظمي في العالم، علي الرغم من تواجد جيوشها في مصر ذلك الوقت، وكان هذا بمثابة التحويل التاريخ في القوي العظمي.
أنتهي مشروع الكورنيش في وقت قصير، خلال ستة أشهر فقط، رغم أن فكرة المشروع تحتاج إلي أكثر من أربعة سنوات، وأفتتاح في شهر يوليو سنة 1955، أقيم له احتفالات واسعة وفرحة شعبية بحضور عبد الناصر، وكانت تلك الفكرة بمثابة التحول الإجتماعي في مصر، فعرف المصريين لأول مرة فكرة التنزه علي كورنيش النيل والإستمتاع بمنظره وهواه النقي، ليكون أحد مظاهر التحدى السياسى لسلطات ومزايا الأجانب في مصر من جهة، ومشروعا قومياً جماهيرياً من جهة أخرى.

## إهمال

صورة لكورنيش النيل بالقاهرة في 1967

تعرض الكورنيش في مطلع التسعينات من القرن العشرين، إلي أعمال البلطجة والسرقة والاحتكار من قبل أصحاب السفن، بالإضافة إلي سرقة السور الحديدي.

## تطوير
جريت محاولة عدة حالياً للتطوير الكورنيش ،ففي مطلع القرن الواحد عشر في عهد حسني مبارك طور الكورنيش بإضافة سور جديد، وإقامة متنزهات به.
وفي سنة 2019 إنشاء ممشى أهل مصر بهدف زيادة المساحات المفتوحة للتنزه، للاستفادة وتطوير السياحة الطبيعية، حافظ المشروع على المساحات الزراعية والمنشآت من التآكل في حالة انهيار جوانب نهر النيل، وتطوير الكورنيش، لتغير المنظر العام لكل المناطق المطلة على نهر النيل، بالإضافة إلي الاستفادة المادية منه، وإنشاء أماكن مخصصة للدراجات الهوائية، للتشجيع على ممارسة الرياضة وتقليل استخدام المركبات من أجل حماية البيئة، وتخفيف زحام السيارات في أوقات الذروة وسط القاهرة.

## معرض صور

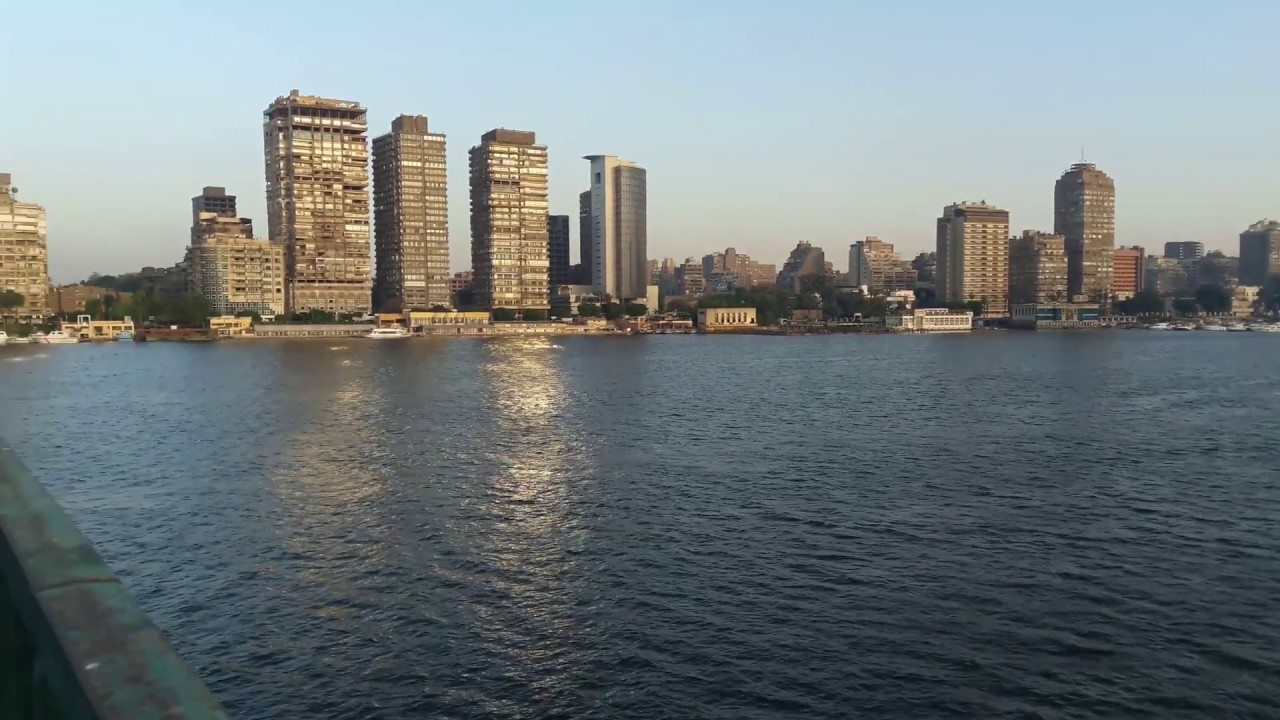
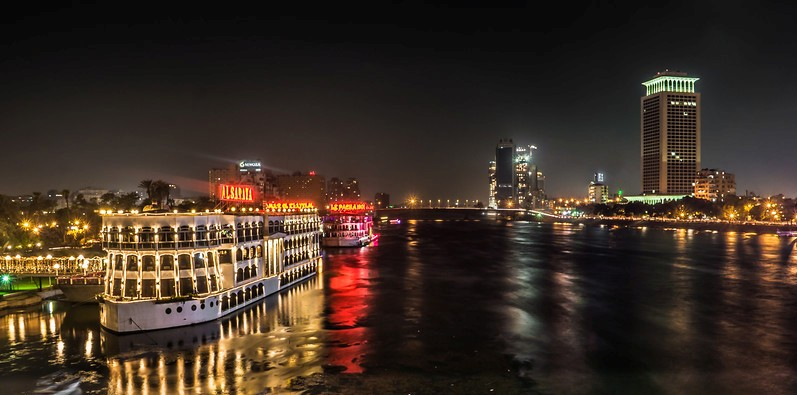
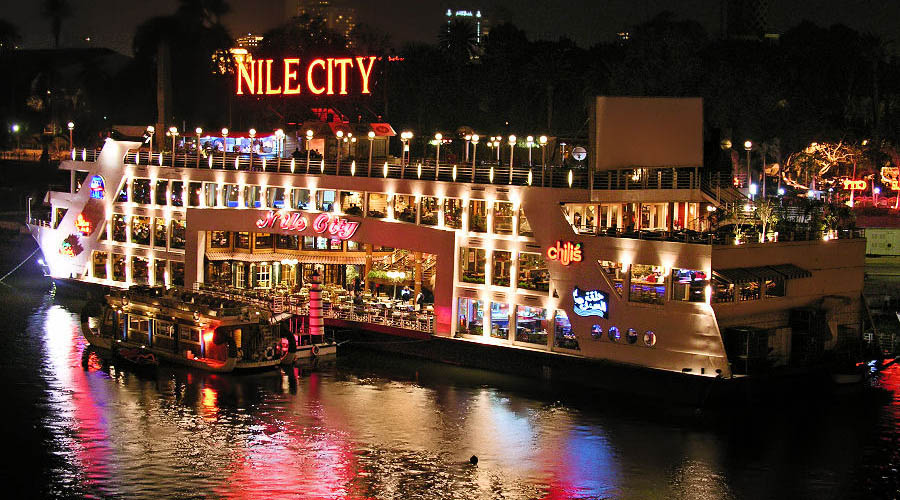
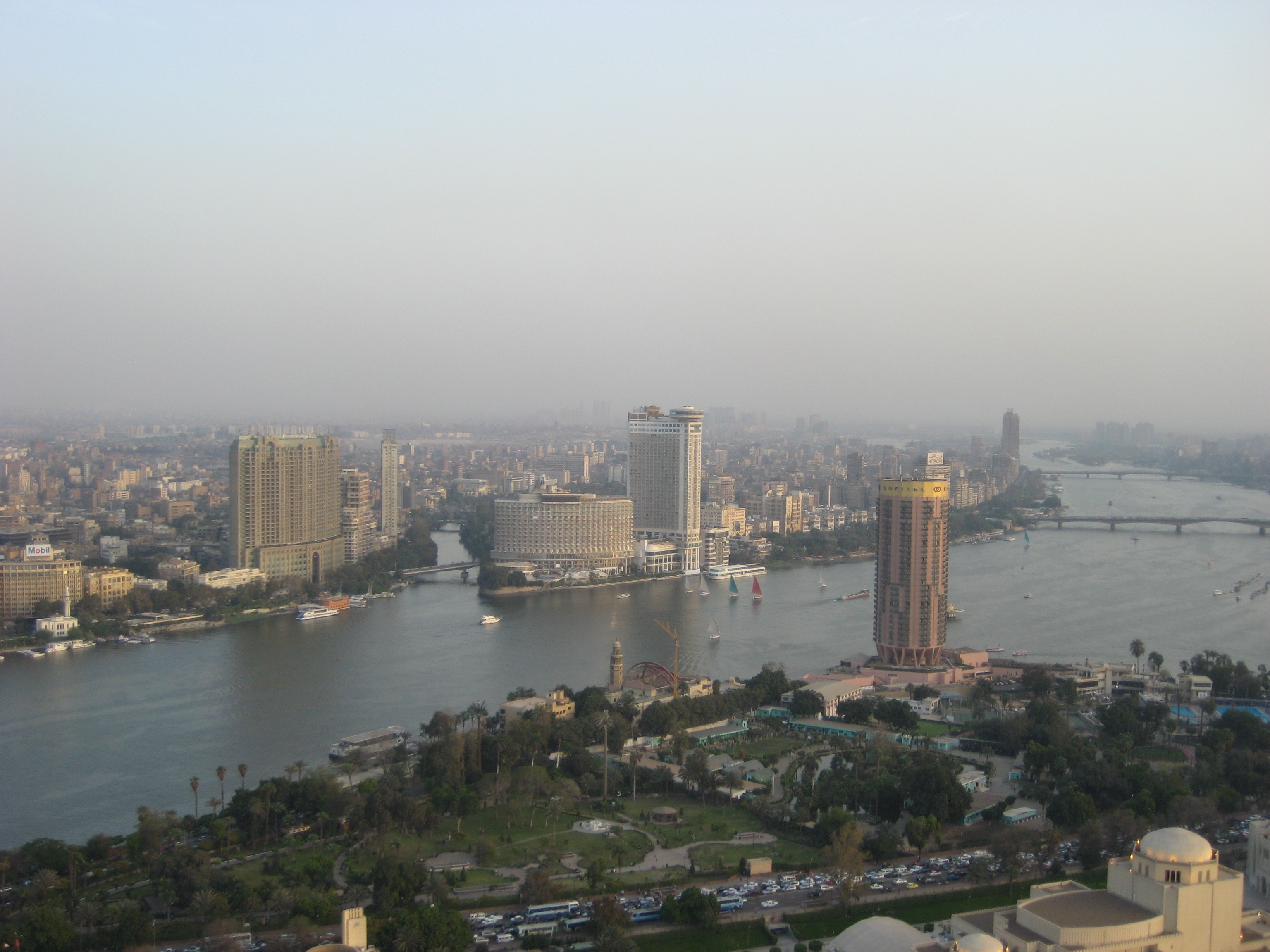

### مقالات ذات صلة
- كورنيش الدوحة
- دلتا النيل

### وصلة خارجية
- كورنيش النيل